# آرتاوازد بونیاتیان
آرتاوازد آواگی بونیاتیان (ارمنی: Արտավազդ Ավագի Բունիաթյան؛ انگلیسی: Artavazd Buniatyan؛ زادهٔ ۱۹۰۲ - درگذشته ۱۹۵۶) یک سیاستمدار اهل ارمنستان است که از تاریخ ۲۱ دسامبر ۱۹۳۷ – تا تاریخ ۲۴ آوریل ۱۹۴۰ سمت وزیر دارایی ارمنستان شوروی را برعهده داشت.

## زندگی‌نامه
در ۱۹۰۲ به دنیا آمد وی در ۱۹۵۶ در سن ۵۴ سالگی درگذشت.